# آمي مكاي
آمي مكاي (بالإنجليزية: Ami McKay)‏ (1968)؛ كاتِبة وروائية كندية.